# USS Franklin (CV-13)
La USS Franklin (codici e numeri d'identificazione CV/CVA/CVS-13, AVT-8), soprannominata "Big Ben" fu una delle 24 portaerei appartenenti alla classe Essex costruite durante la seconda guerra mondiale per la United States Navy, la marina militare degli Stati Uniti d'America. Questa nave fu la quinta nella storia della marina militare statunitense ad essere chiamata con questo nome.

## Costruzione
La chiglia della Franklin fu impostata il 7 dicembre 1942, il primo anniversario dell'attacco di Pearl Harbor, e la nave fu varata il 14 ottobre 1943 dalla Newport News Shipbuilding Company, in Virginia. La madrina fu il capitano di corvetta Mildred H. McAfee, la direttrice della WAVES. La nave fu intitolata in onore di Benjamin Franklin, non in memoria della battaglia di Franklin, combattuta durante la guerra di secessione americana, come, talvolta, è erroneamente affermato. La Franklin entrò in servizio il 31 gennaio 1944, sotto il comando del capitano di vascello James M. Shoemaker.

## Seconda guerra mondiale

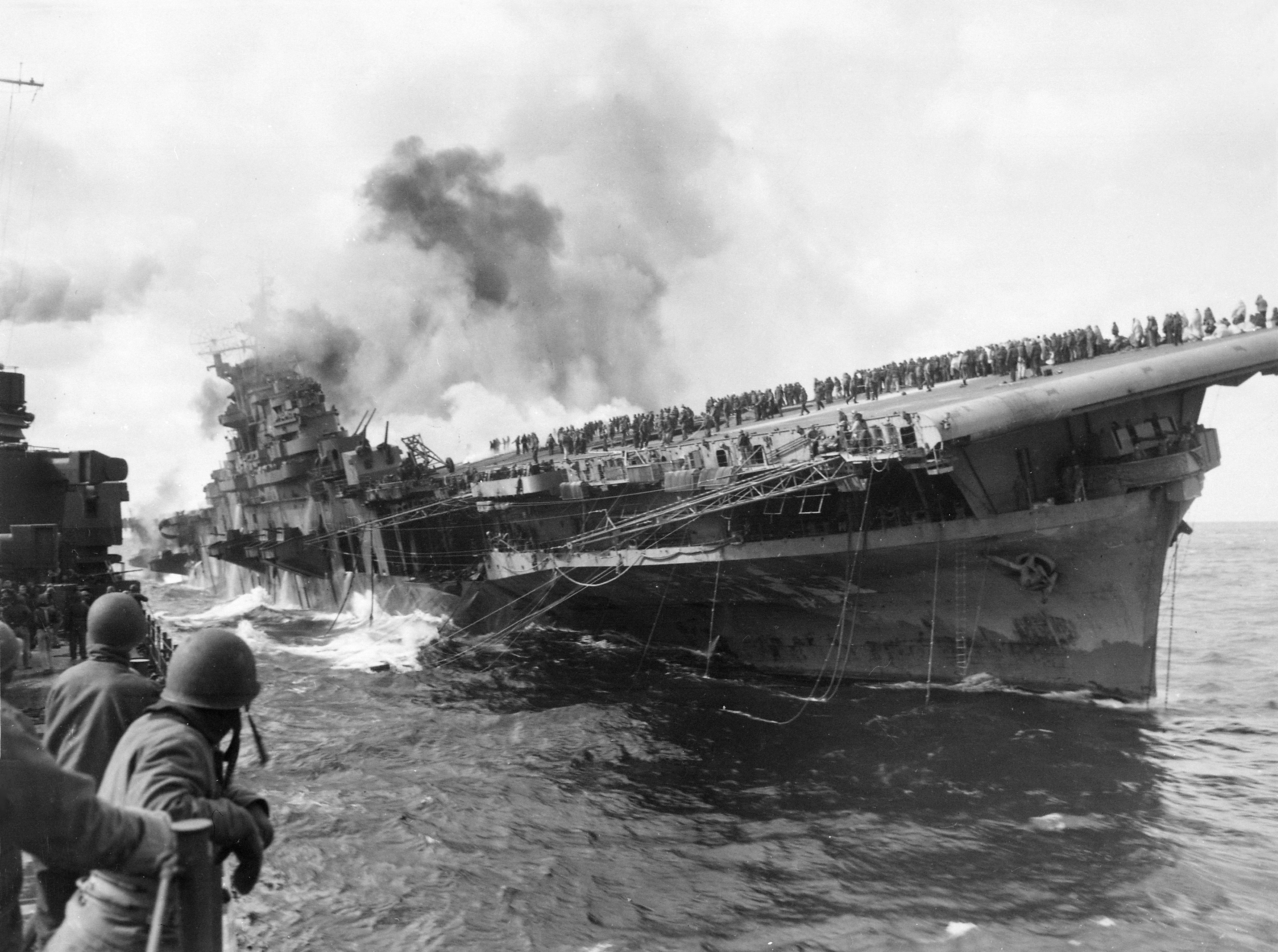
La Franklin sotto attacco, 19 marzo 1945

Entrata in servizio attivo nel gennaio del 1944, essa servì in numerosi teatri della guerra del Pacifico, guadagnando quattro battle stars. Fu gravemente danneggiata da un attacco aereo giapponese nel marzo del 1945, perdendo circa ottocento uomini dell'equipaggio e diventando così la più danneggiata portaerei americana che sopravvisse al conflitto. Alcuni fotogrammi del video girato durante l'attacco furono inclusi nel film Aquile dal mare (Task Force) del 1949, in cui recitò Gary Cooper. Dopo l'attacco, la nave fece ritorno in patria per essere riparata: la guerra per la Franklin era finita e fu dismessa nel 1947.

## Il periodo postbellico
Dopo la fine della guerra, la Franklin fu aperta al pubblico in concomitanza delle celebrazioni del Navy Day. Il 17 febbraio 1947 l'unità fu radiata e fu ancorata a Bayonne, New Jersey.
Mentre era fuori servizio a Bayonne, la Franklin fu redesignata numerose volte: il 1º ottobre 1952 come portaerei d'attacco, Hull classification symbol CVA-13, il 9 agosto 1953 come portaerei antisommergibile CVS-13 e, infine, il 15 maggio 1959 come portaerei ausiliaria da trasporto AVT-8, che mantenne fino alla sua radiazione.
La nave non ritornò più comunque in mare e fu rimossa dal Naval Vessel Register il 1º ottobre 1964. Insieme alla pariclasse USS Bunker Hill, anch'essa seriamente danneggiata in un attacco aereo, la Franklin fu l'unica portaerei della sua classe a non vedere alcun servizio nel periodo postbellco, sebbene i danni che subì fossero stati completamente riparati.
Nonostante la U.S. Navy avesse inizialmente venduto la Franklin alla Peck Iron and Metal Company di Portsmouth, Virginia, sotto richiesta del Bureau of Ships la nave fu riposta sotto il controllo della U.S. Navy, che aveva bisogno delle sue quattro turbine a vapore. Alla fine la nave fu venduta per essere demolita alla Portsmouth Salvage Company di Chesapeake il 27 luglio 1966.

## Decorazioni
La Franklin ha ricevuto quattro battle star per i suoi servizi durante la seconda guerra mondiale.